# Dave Loebsack
David Wayne Loebsack, dit Dave Loebsack (nom prononcé en anglais : /ˈloʊbˌsæk/), né le 23 décembre 1952 à Sioux City (Iowa), est un homme politique américain, membre du Parti démocrate et représentant de l'Iowa au Congrès des États-Unis de 2007 à 2021.

## Biographie

### Études et carrière d'enseignant
Dave Wayne Loebsack est originaire de Sioux City dans le nord-ouest de l'Iowa. Après un master à l'université d'État de l'Iowa et un doctorat de l'université de Californie à Davis, il devient professeur de sciences politiques au Cornell College à Mount Vernon.

### Représentant des États-Unis

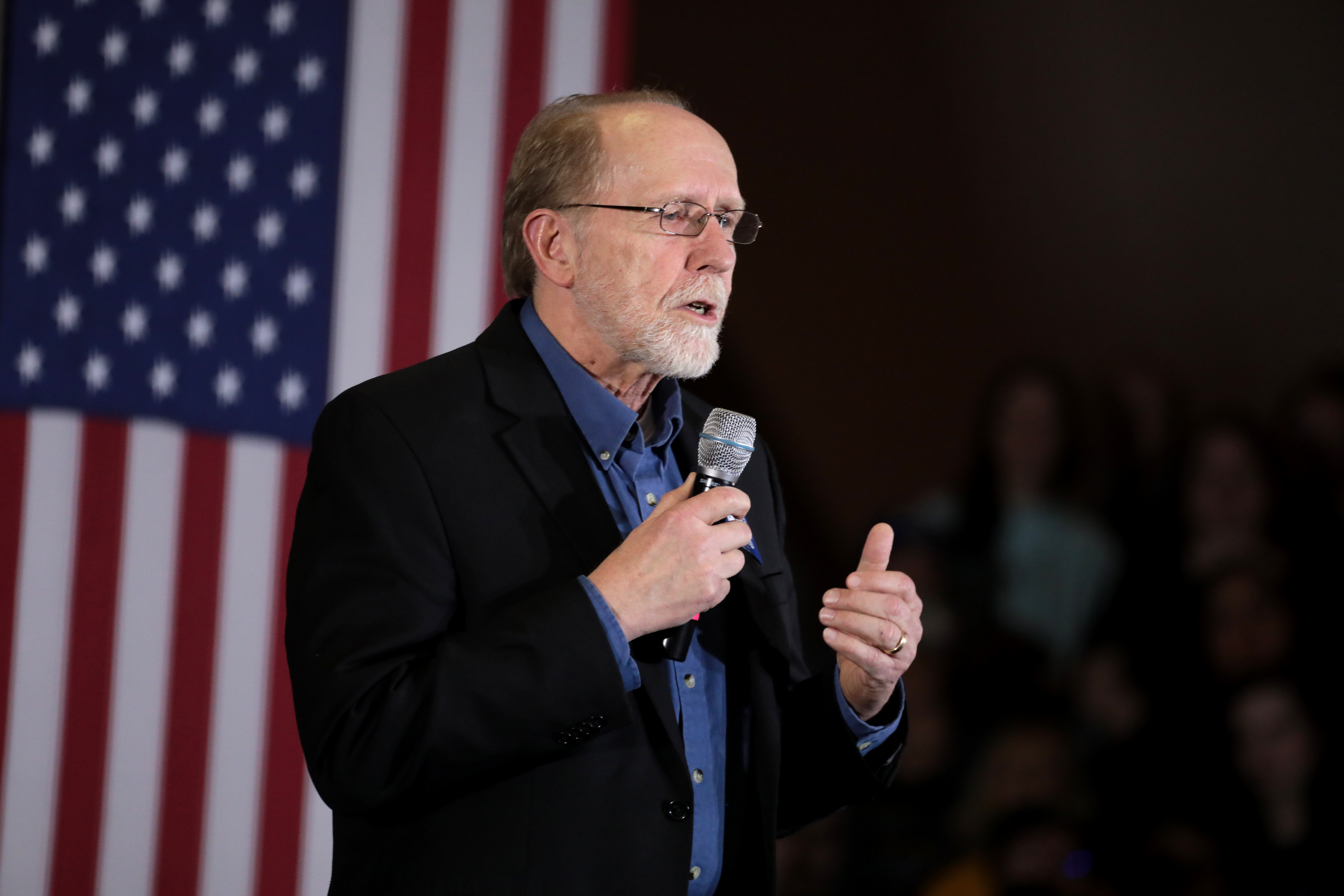
Loebsack à un meeting de Buttigieg en 2020.

Lors des élections de 2006, il se présente à la Chambre des représentants des États-Unis dans le 2e district de l'Iowa, dans le sud-est de l'État. Ne rencontrant pas d'opposant dans la primaire démocrate, il affronte le républicain sortant Jim Leach, élu depuis 30 ans. Leach est un républicain modéré élu d'un district où John Kerry a remporté 55 % en 2004. Les deux candidats refusent les publicités négatives et lorsque le Parti républicain envoie des courriers critiquant la position de Loebsack sur le mariage homosexuel, le représentant sortant menace de ne pas siéger avec les républicains à la Chambre. Alors que les démocrates reprennent le contrôle la Chambre au niveau national, Dave Loebsack est élu représentant avec 51,4 % des voix. Sa victoire est considérée comme une surprise,. Il est réélu en 2008 avec 57,2 % des suffrages face à la républicaine Mariannette Miller-Meeks, qu'il bat à nouveau en 2010 avec 51 % des voix à l'occasion d'une « vague républicaine ».
Avant les élections de 2012, le district est redécoupé et Loebsack déménage à Iowa City. Il bat le républicain John Archer avec le soutien de 55,6 % des électeurs. Il est réélu pour un cinquième mandat en 2014 avec 52,5 % des voix, à nouveau face à Miller-Meeks. Il est alors le dernier démocrate de la délégation de l'Iowa au Congrès. Malgré la victoire du républicain Donald Trump dans la circonscription, Loebsack remporte un nouveau mandat en 2016 avec 54 % des suffrages. Il est réélu avec 55 % des voix en 2018 alors que les démocrates reprennent le contrôle de la Chambre des représentants.
En avril 2019, il annonce qu'il ne sera pas candidat à un nouveau mandat en 2020. En janvier 2020, il apporte son soutien à Pete Buttigieg lors des primaires présidentielles démocrates, avant de rallier Joe Biden en mars après le retrait de Buttigieg. Lors de l'élection de novembre, la républicaine Mariannette Miller-Meeks, qu'il avait battu à trois reprises, remporte son siège à la Chambre avec six voix d'avance sur sa rivale démocrate.